# Rancho de los Díaz
Rancho de los Díaz är en ort i Mexiko.   Den ligger i kommunen Apulco och delstaten Zacatecas, i den centrala delen av landet, 400 km nordväst om huvudstaden Mexico City. Rancho de los Díaz ligger 1 839 meter över havet och antalet invånare är 112.
Terrängen runt Rancho de los Díaz är huvudsakligen platt, men västerut är den kuperad. Runt Rancho de los Díaz är det ganska glesbefolkat, med 42 invånare per kvadratkilometer. Närmaste större samhälle är Teocaltiche, 9,9 km öster om Rancho de los Díaz. I omgivningarna runt Rancho de los Díaz växer huvudsakligen savannskog.